# روضه، ادلب
روضه (به عربی: الروضة) یک روستا در سوریه است که در ناحیه مرکزی جسر الشغور واقع شده‌است. روضه ۷۶۵ نفر جمعیت دارد.